# Andrzej Chichłowski
Andrzej Chichłowski (ur. 13 marca 1957 w Głogowie) – polski aktor, reżyser i scenarzysta filmowy.

## Życiorys
W 1980 ukończył studia na Wydziale Aktorskim Państwowej Wyższej Szkoły Filmowej, Telewizyjnej i Teatralnej im. Leona Schillera w Łodzi.
Był aktorem: Teatru Komedia w Warszawie (1980-81), Teatru Polskiego w Warszawie (1981-86), Teatru Dramatycznego im. Jerzego Szaniawskiego w Płocku (1986-88), Teatru Popularnego w Warszawie (1988-90) oraz Teatru Szwedzka 2/4 w Warszawie.

## Filmografia

### Obsada
- 2013 – Prawo Agaty − właściciel kamienicy (odc. 29)
- 2011 – Hotel 52 − notariusz Adam Wilk (odc. 47)
- 2009 – 1408, 1409/1410, 1411/1412 w Plebania − Obsada aktorska (Marian),
- 2008 – Wiosna 1941 – Obsada aktorska (Kampiński)
- 2007–2009 – Tylko miłość − Obsada aktorska (Jerzy Paprocki, notariusz),
- 2007 – Tajemnica twierdzy szyfrów − Obsada aktorska,
- 2007 – SPRING 1941 − Obsada aktorska (Kampiński),
- 2007 – Pitbull − technik kryminalistyki (odc. 1)
- 2005 – PitBull − technik kryminalistyki
- 2005 – 13 w Magda M. − Obsada aktorska (Lesław Raczyk, burmistrz Dobrzyc),
- 2005 – 16 w Egzamin z życia − Obsada aktorska (portier z firmy Oleszuka),
- 2004 – Tajemnice przeszłości (14) w Pensjonat pod Różą − Obsada aktorska (Henryk, przyjaciel Dudery),
- 2004 – Mój Nikifor − Obsada aktorska (mężczyzna),
- 2004 – Kryminalni − kierownik schroniska dla bezdomnych (odc. 10)
- 2004 – Czwarta władza
- 2003 – Zaginiona − policjant na Dworcu Centralnym (odc. 7)
- 2003-2009 – Na Wspólnej – Dialogi, Obsada aktorska (lekarz),
- 2003 – 183 w M jak miłość – Obsada aktorska (Władysław Jóźwiak, narzeczony Urszuli Kowalskiej),
- 2003 – Glina − Bogdan Majewski (odc. 3)
- 2003–2005 – Defekt – Obsada aktorska (II seria),
- 2002 – Jaskier (11) w Wiedźmin (serial tv) – Obsada aktorska,
- 2002–2009 – Samo Życie – Scenariusz (odcinki: 1317, 1324, 1335-1336), Obsada aktorska (2 role: prawnik, pełnomocnik Lipienia, prezesa „Benzopolu” (odcinki: 45-46); doktor Janusz Gronek (odcinek: 1052)),
- 2002 – Przyjaciele (3) w Przedwiośnie (serial tv) – Obsada aktorska (poseł),
- 2002 – 253 w Plebania Obsada aktorska (lekarz u chorego Cieplaka),
- 2002 – Telefon do Pana Boga (2) w AS Obsada aktorska (komisarz Marek Orkisz),
- 2001 – Wiedźmin Obsada aktorska,
- 2001 – Szafa brygadiera Abramka (10) w Przeprowadzki Obsada aktorska,
- 2001 – Niepokój serca (78) w Na dobre i na złe Obsada aktorska (kurator Marka),
- 2001 – 6, 7, 8 w Marszałek Piłsudski Obsada aktorska (rotmistrz Aleksander Hrynkiewicz, adiutant Piłsudskiego),
- 1997–2009 – Klan Reżyseria, Współpraca reżyserska, Obsada aktorska (2 role: ksiądz Wiesław Nadolny (sezon 2000/2001); Waryński, reżyser (sezon 2004/2005 i 2005/2006)),
- 1993 – La Tabatiere de l'Empereur w Powrót Arsène’a Lupin Obsada aktorska,
- 1993 – Tajny kod (7) w Wow Obsada aktorska,
- 1993 – Pajęczarki Obsada aktorska (mężczyzna na przyjęciu u Bruna),
- 1993 – Goodbye Rockefeller Obsada aktorska,
- 1992 – A Very Polish Practice Obsada aktorska,
- 1992 – Żegnaj, Rockefeller − dentysta
- 1992 – Kuchnia polska − tajniak (odc. 4)
- 1992 – 1968. Szczęśliwego Nowego Roku Obsada aktorska (tajniak),
- 1991 – 12, 13, 18, 24 w Pogranicze w ogniu Obsada aktorska (Grossner, radca ambasady niemieckiej w Warszawie),
- 1991 – Koniec gry Obsada aktorska,
- 1990 – Kapitulacja (6) w Napoleon Obsada aktorska (Le Boucholeur),
- 1990 – Mów mi Rockefeller Obsada aktorska,
- 1989 – Virtuti Obsada aktorska (żołnierz),
- 1989 – Sceny nocne Obsada aktorska,
- 1988–1990 – W labiryncie Obsada aktorska,
- 1988 – Czarodziej z Harlemu Obsada aktorska (fotograf, człowiek Strączka),
- 1987 – Misja specjalna Obsada aktorska,
- 1987 – Kto dziś tak umie kochać (12) w Dom (1980 – 2000; serial tv) Obsada aktorska (Mietek Pocięgło, syn Lidki Jasińskiej),
- 1986 – Warszawski łącznik (7) w Zmiennicy Obsada aktorska (pasażer na lotnisku z dużą ilością kiełbasy),
- 1986 – Weryfikacja Obsada aktorska,
- 1985 – Tate Obsada aktorska (Niemiec na saniach),
- 1985 – Ga, Ga. Chwała bohaterom Obsada aktorska (urzędnik bankowy),
- 1985 – C. K. Dezerterzy Obsada aktorska (żołnierz),
- 1983 – Szkatułka z Hongkongu Obsada aktorska (Alfons),
- 1981 – Limuzyna Daimler – Benz Obsada aktorska (uczeń),
- 1981 – Był jazz Obsada aktorska (Karol),

### Obsada aktorska (Krótki metraż, dokument, animacja)
2004 – Do potomnego Obsada aktorska (ksiądz udzielający ślubu Bojarskiemu),

### Reżyseria
- 1997–2009 – Klan Reżyseria, Współpraca reżyserska,

### Współpraca reżyserska
- 2002 – Odcinek specjalny w Klan Współpraca reżyserska,
- 1997–2009 – Klan Reżyseria, Współpraca reżyserska,

### Scenariusz
- 2002–2009 – Samo życie Scenariusz (odcinki: 1317, 1324, 1335-1336),

### Dialogi
- 2003-2009 – Na Wspólnej Dialogi, Obsada aktorska (lekarz),

### Lektor (Krótki metraż, dokument, animacja)
- 2001 – Nasza cerkiew Lektor,

### Wystąpił (Krótki metraż, dokument, animacja)
- 1983 – Ptak o którym trochę wiem,

### Spektakl telewizyjny
- 1992 – ... Tak chcę tak Obsada aktorska,
- 1992 – Lekarz miłości Obsada aktorska,

### Widowisko telewizyjne
- 2004 – Sceny z Powstania... Obsada aktorska (Ojciec),